# 안동 임하동 십이지 삼층석탑
안동 임하동 십이지 삼층석탑(安東 臨下洞 十二支 三層石塔)은 경상북도 안동시 임하면 임하리에 있는 삼층석탑이다. 1979년 1월 25일 경상북도의 유형문화재 제106호로 지정되었다.

## 개요
임하마을에 남아 있는 탑 가운데 가장 남쪽에 자리하고 있는 탑이다. 원래는 3층 석탑이었을 것으로 보이나, 현재는 탑의 무게를 받치는 2층 기단(基壇) 위로 2층의 탑신(塔身)만 놓여 있다.
특히 기단에 새긴 조각들이 눈에 띈다. 아래층 기단에는 띠를 나타내는 열두동물인 12지상(十二支像)을 조각하여 석탑에서는 보기 드문 모습이고, 위층 기단에는 8부신상(八部神像:불교의 법을 지키는 여덟무리의 신)을 배치하면서 특히 인왕상(仁王像)을 주되게 표현하였다.
이렇듯 각 기단에 두 종류의 무리를 함께 장식하는 예는 특이한 모습이어서 석탑의 연구에도 귀중한 자료가 되고 있다. 만든 시기는 조각기법 등으로 보아 고려 전기로 추정된다.

## 참고 자료
- 안동임하동십이지삼층석탑 - 국가유산청 국가유산포털